# Camp Thule
Camp Thule var en grupperingsplats för 9:e pansarskyttekompaniet inom Nordbat 2 i Bosnien. Campen var förlagd till orten Srebrenik och var verksam från BA01 fram till 1995 (BA05).